# Tilla Durieux como Circe

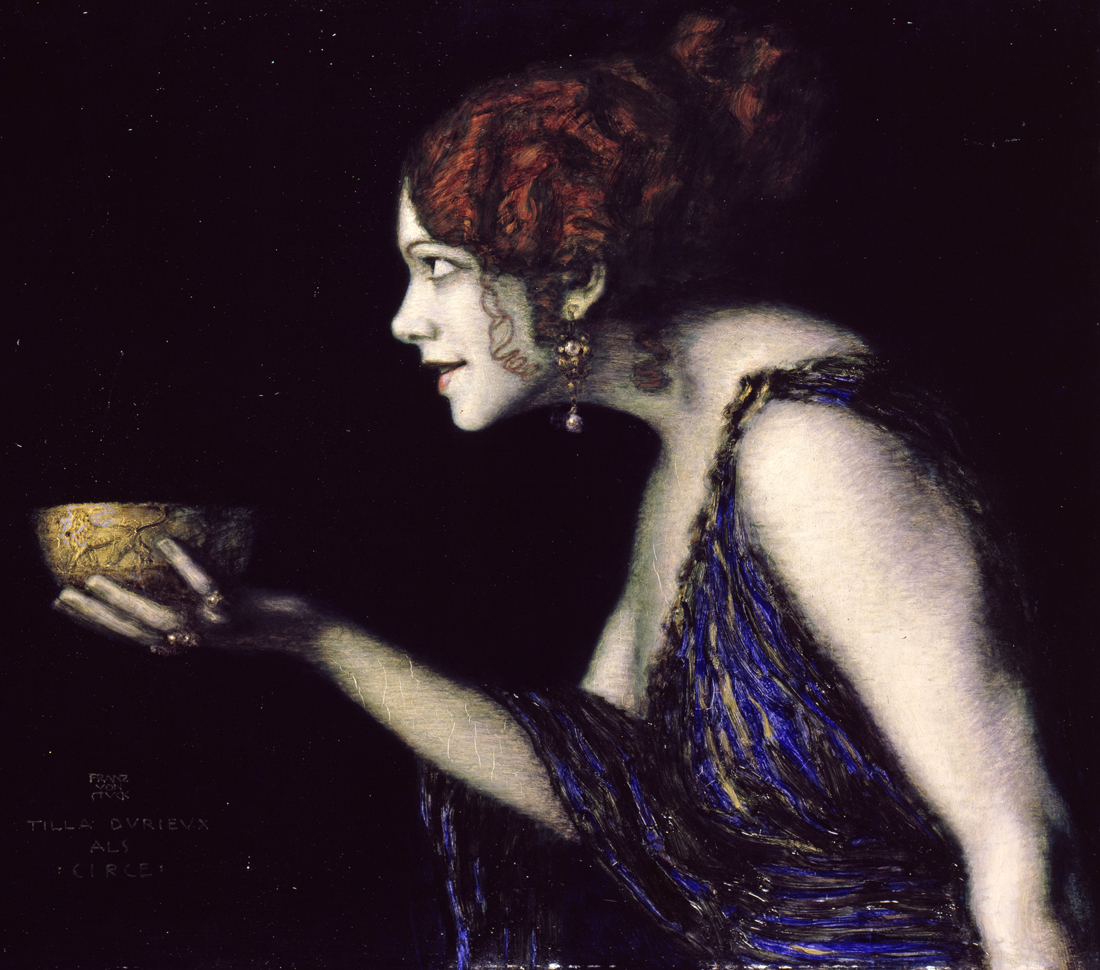
Tilla Durieux como Circe.

Tilla Durieux como Circe es una pintura al óleo de Franz von Stuck que fue creada alrededor de 1912. El cuadro, pintado al estilo simbolista, muestra a la actriz austríaca Tilla Durieux en su papel de la bruja Circe en la obra homónima de Calderón. La imagen pertenece a la Alte Nationalgalerie de Berlín desde 1969 en préstamo permanente de la República Federal de Alemania.

## Descripción, antecedentes e interpretación
La pintura es un retrato de perfil hasta la cintura y tiene unas dimensiones de 60 × 68 cm. Está ejecutado en pintura al óleo sobre madera. El marco dorado de la imagen fue realizado según un diseño del mismo Franz von Stuck. La imagen lleva la firma y la inscripción FRANZ VON STVCK TILLA DVRIEVX ALS CIRCE en la parte inferior izquierda. Fue creado en Múnich; tiene el número de inventario FV 90.
Tilla Durieux fue la actriz más pintada de su época. Solo Franz von Stuck la retrató en seis versiones diferentes. El contacto llegó a través de su esposo Paul Cassirer, con quien von Stuck mantuvo relaciones comerciales. En 1912, Tilla Durieux apareció como invitada en el Teatro de Artistas de Múnich, donde apareció como la hechicera Circe en la obra del mismo nombre basada en Calderón, que fue arreglada por Georg Fuchs. Von Stuck invitó a la actriz a su estudio muniqués, y se tomaron varias fotos de ella vestida con trajes teatrales, ya sea por Franz o Mary von Stuck. Una de estas fotos sirvió luego como base para la pintura.

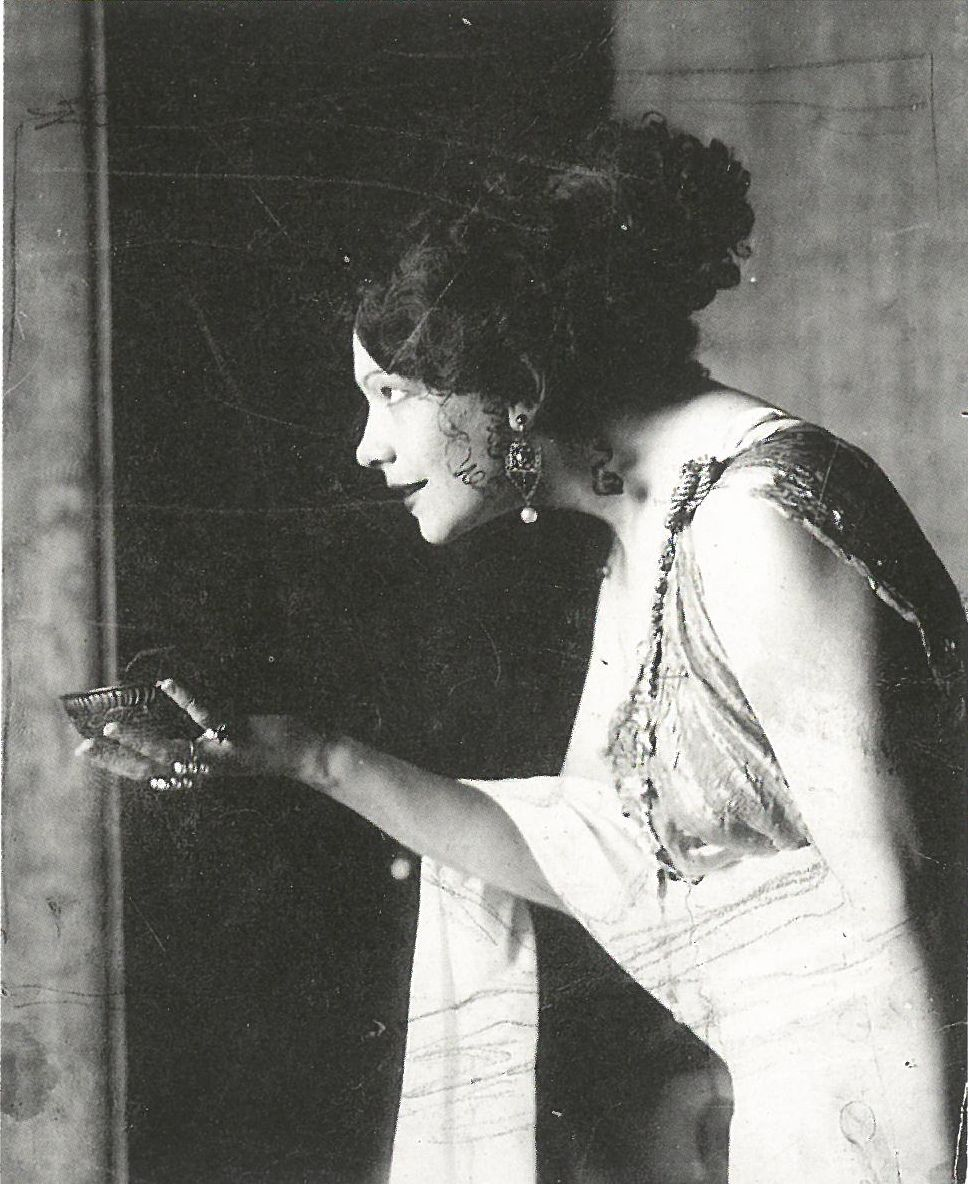
Fotografía de Franz o Mary von Stuck, que sirvió de modelo para la pintura.

Tilla Durieux está retratada en una escena de la obra, el clímax dramático en el que Circe ofrece a Ulises la bebida de hierbas para transformarlo en un animal domesticado. Su mirada seductora y expectante se muestra de perfil, la figura aparece aislada, como es habitual en Stuck, sin integración espacial, escenografía ni historia. Se trata de una persona que es hermosa y peligrosa. Para el simbolismo, las mujeres en las artes visuales eran simultáneamente "mujeres fatales, santas y prostitutas como objetos del deseo masculino burgués". También se pueden encontrar paralelos a tal imagen de mujeres del fin de siècle, por ejemplo, en la ópera Salomé de Richard Strauss.
En su mano derecha, Circe sostiene un cuenco adornado con un león en relieve, una alusión a los leones que alguna vez fueron visitantes humanos en su isla y que ahora ella mantiene en un recinto. El brazo izquierdo cuelga ligeramente hacia atrás. Lleva joyas en forma de pendiente de oro con una perla y se pueden ver tres anillos en sus dedos. Su ligero vestido azul solo cubre el hombro izquierdo. El cabello rojo está recogido, pero se han desprendido mechones individuales, lo que puede entenderse como un símbolo de la leve maldad de Circe. Sus ojos, ligeramente bajos y rasgados, miran hacia arriba y sus cejas están bordeadas y dibujadas en negro, y los labios de la boca ligeramente abierta están maquillados de rojo, a tono con el cabello. Su piel es de color alabastro, el ideal de belleza clásico occidental. La mirada se dirige hacia la izquierda hacia un punto imaginario fuera del cuadro. Espera la reacción de su contraparte, que no es visible para el espectador. La fuente de luz para iluminar la figura procede de la parte frontal izquierda.
Von Stuck utiliza un fondo negro y misterioso en su imagen, contra el cual la figura emerge aún más contrastante. Esto le da a la imagen un carácter ligeramente llamativo, que se ve reforzado por los colores fríos aplicados en pinceladas paralelas. Esto también realza el rojo del peinado y los labios. En este cuadro el pintor solo utiliza los tres colores básicos: rojo para los labios y el cabello, azul para el vestido y amarillo para el cuenco con el relieve del león.

## Versiones conocidas del motivo.

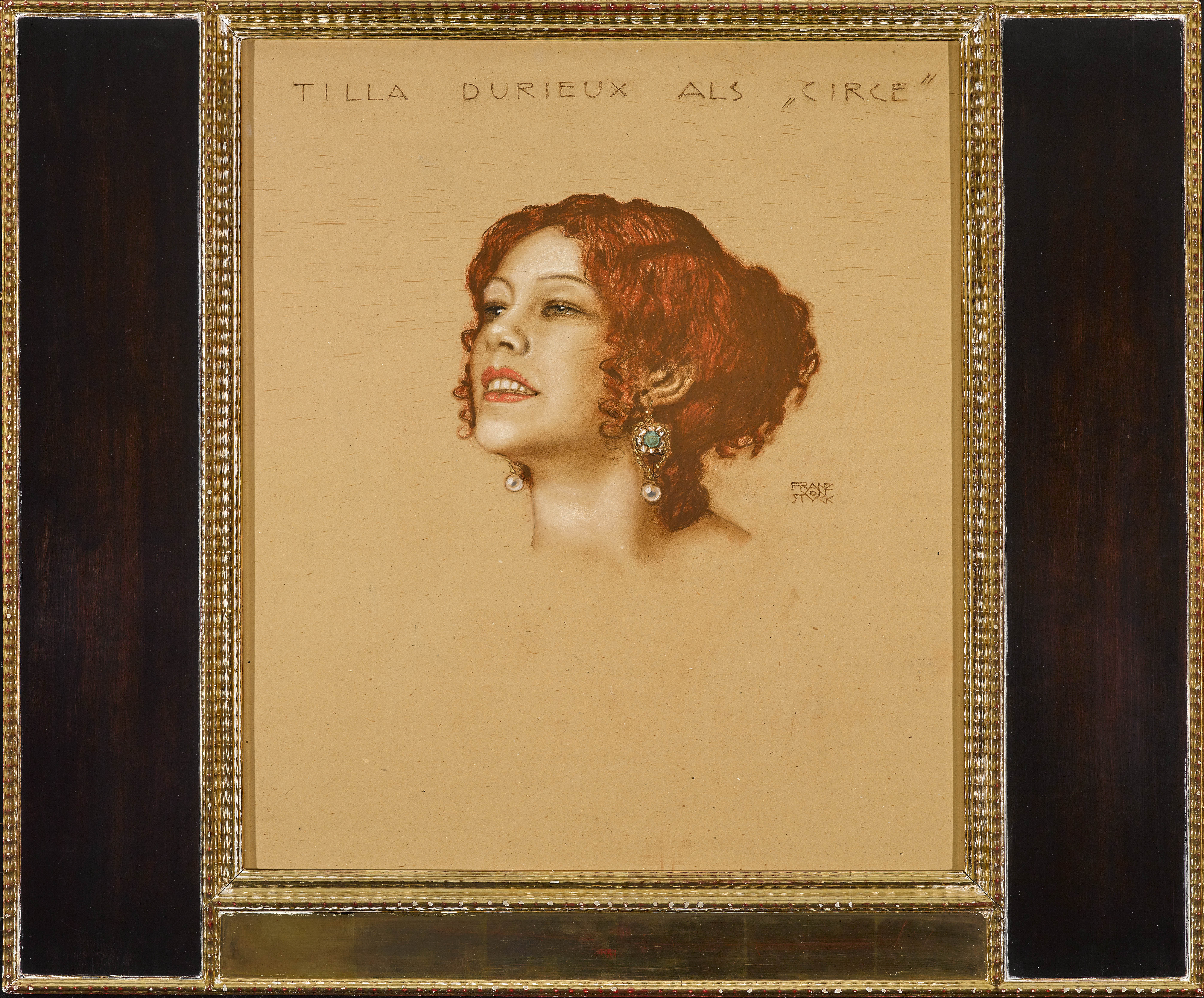
Tiza pastel sobre lápiz.

- Óleo sobre madera 60 × 68 cm - Alte Nationalgalerie Berlin
- Técnica mixta sobre cartón 53,5 × 46,5 cm - colección privada[1]
- Dibujo a tiza pastel sobre dibujo a lápiz sobre cartón 30 × 42 cm - propiedad privada.
- Impresión en cobre sobre papel hecho a mano 30 × 22 cm - Biblioteca Nacional de Viena.
- Postal  14 × 10 cm - Biblioteca Nacional de Viena.
- Óleo sobre cartón 77 × 70 cm - desconocido.

## Procedencia y exposición
En 1943, el cuadro del comercio de arte de Múnich fue subastado en la casa de subastas Hans W. Lange, Berlin W9, Bellevuestrasse 7, y pasó a manos del Reich alemán a través de la galería Maria Almas-Dietrich. Se planeó transferir la pintura al Museo del Führer planeado en Linz. Después de la Segunda Guerra Mundial, la República Federal de Alemania fue la sucesora legal del propietario de la imagen. En 1969 llegó a Berlín Occidental en la recién terminada Neue Nationalgalerie. Hoy se muestra en la Isla de los Museos en la Alte Nationalgalerie.